# Wireless distribution system
Een Wireless Distribution System (WDS) is een systeem dat het mogelijk maakt voor access points om draadloos met elkaar te verbinden.
Het systeem is beschreven in IEEE 802.11. Een access point of toegangspunt kan zowel een hoofd-, schakel- als basisstation op afstand zijn. Een hoofdstation is gebruikelijk verbonden met het bedrade netwerk. Een schakelstation schakelt data tussen basisstations, draadloze "clients" of andere schakelstations naar hetzij een hoofdstation of een ander schakelstation.